# Waghäusel
Waghäusel je njemački grad u pokrajini Baden-Württemberg u okrugu Karlsruhe. Nalazi se u dolini Rajne oko 25 km sjeverno od grada Karlsruhea i oko 20 km južno od Mannheima. Grad ima više znamenitosti od kojih se ističu samostan i barokni dvorac Eremitage.
Waghäusel se sastoji od 3 općine: Waghäusel, Kirrlach i Wiesental.
Wiesental i Kirrlach nalaze se na Spomen-putu Bertha Benz.
Od tri je općine Wiesental najveći površinom od 21,2 km², slijedi Kirrlach s 19.4 km² i jezgra grada s 0,22 km².

## Stanovništvo
Waghäusel ima 21 814 stanovnika u tri gradske četvrti: Waghäuselu (1143 stanovnika), Kirrlachu (9596 stanovnika) i Wiesentalu (10 995 stanovnika).  [na dan 5. studenog 2021.]

## Gradovi partneri
- Caldicot, Wales
- Flattach, Austrija
- Szigetujfalu, Mađarska

## Vanjske poveznice
- Službena stranica (njem.)

### Ostali projekti
|  | Zajednički poslužitelj ima još gradiva o temi Waghäusel |